# Greenwood (Indiana)
Greenwood è una città degli Stati Uniti d'America situata nella Contea di Johnson, nello Stato dell'Indiana.
La popolazione era di 36.037 abitanti nel censimento del 2000.